# Casa Moliner (Sant Sadurní d'Anoia)
La Casa Moliner és una obra noucentista de Sant Sadurní d'Anoia (Alt Penedès) inclosa a l'Inventari del Patrimoni Arquitectònic de Catalunya.

## Descripció
Edifici entre mitgeress de dues crugies. Presenta planta baixa i un pis, sota coberta de teula àrab. La façana, dintre d'un gran simplicitat de formes, mostra les característiques de l'estil noucentista en elements com la balustrada superior i els gerros de coronament, l'estucat de la façana i el treball de ferro.

## Història
La Casa Moliner, construïda per Francesc Folguera l'any 1933, està situada en una zona d'eixample nocuentista de Sant Sadurní.